# 时间旅行
時間旅行或稱時空旅行、時光旅行或穿越時空等，泛指人或物體由某一時間點移至另一時間點，類似在空間中的移動。所有事物都順著時間一分一秒地自然前進，因此這裡的時間旅行單指違反這種自然時間變化的方式：前往未來，或是回到過去。這在哲學和虛構作品中是廣為人知的概念。時間旅行通常藉著存在於假想中的時間機器進行，這概念因1895年H·G·威尔斯的小說《時間機器》而普及起來。根據目前的物理學，無法確定是否可能進行回溯時間旅行（回到過去）；而在狹義相對論和廣義相對論的架構下，朝向未來的時間旅行已被透徹了解，且是經過大量觀測的現象。然而，現今的科技無法讓一物相對於另一物的時間超越或延遲超過幾毫秒。至於回溯的時間旅行，找到允許這件事的廣義相對論解不是不可能，但符合該解的條件可能在物理上無法達成。理论物理学對時空旅行的支持非常有限，通常只牽涉到量子力學或蟲洞。

## 時間旅行概念的歷史

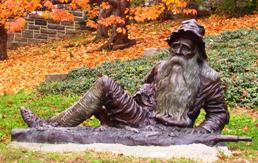
紐約歐文頓李伯大夢的塑像

一些古老的神話描繪了跳躍至未來的人物。印度神話中，梵文史詩《摩诃婆罗多》提到卡卡德米國王的故事。故事中的國王前往天堂與創造神梵天會面，回到地球後發現已經過了許多年。佛教的《巴利三藏》提到時間的相對性，其中《弊宿經》講述佛陀一位主要門徒摩訶迦葉解釋天堂的時間流逝和地球不同。《日本書紀》首次描述的日本故事〈浦島太郎〉講述一位名浦島太郎的年輕漁夫造訪了海底的宮殿，三天後回家時發現外界已經過了300年。《後漢書·郡國志》中記載了〈爛柯山〉的故事：有個人上山砍柴，看到兩個人在下棋，便於一旁觀棋。他才觀棋不久，手上斧頭的握柄已經爛掉了，回家後更發現世間已過了百年。

### 科幻
早期的科幻故事的特點為讓角色沉睡多年，醒後發現身處改變了的社會，或被超自然現象送至過去。路易·薩巴斯欽·梅西耶所著的《2440年，一個似有若無的夢》（1770）、華盛頓·歐文所著的《李伯大夢》（1819）和愛德華·貝拉米所著的《回顧》（1888）等作品，就是用這樣的手法來進行時間旅行。
最早描繪回溯時間旅行的作品不確定為何者。薩繆爾·麥登的《二十世紀回憶錄》（1733年）是英國大使在1997年和1998年向外交官發出的一系列信件，傳達了未來的政治和宗教信仰情況。:95–96因為敘述者表示他從自己的守護天使收到這些信件，保羅·阿爾康在他的書《未來派小說的起源》（Origins of Futuristic Fiction）中稱「英國文學中第一位時間旅人是守護天使」。:85麥登沒有解釋天使是如何獲得這些文件的，但阿爾康聲稱麥登「是第一個擺玩時間旅行想法的人，值得受到認可。擺玩形式為將人造產物從未來送至過去，並於現在發現」。:95–96在科幻小說選集《遙遠的邊疆》（1951）中，編輯奧古斯特·德萊斯認為關於時間旅行的早期短篇小說是《錯失馬車：一個時代錯誤的故事》（Missing One's Coach: An Anachronism），由一位匿名作家於1838年為《都柏林文學雜誌》（Dublin Literary Magazine）撰寫。當敘述者在樹下等待離開紐卡斯爾的馬車時，被送回了一千多年前。他在修道院遇到了聖比德，並向他說明未來幾個世紀的發展。然而，故事從未明確說明這些事件是真實的還是幻想。:11–38關於時間旅行的另一早期作品是亞歷山大·維爾特曼於1836年出版的《卡利梅羅斯的祖先：亞歷山大，馬其頓的菲利普的兒子》（The forebears of Kalimeros: Alexander, son of Philip of Macedon）。

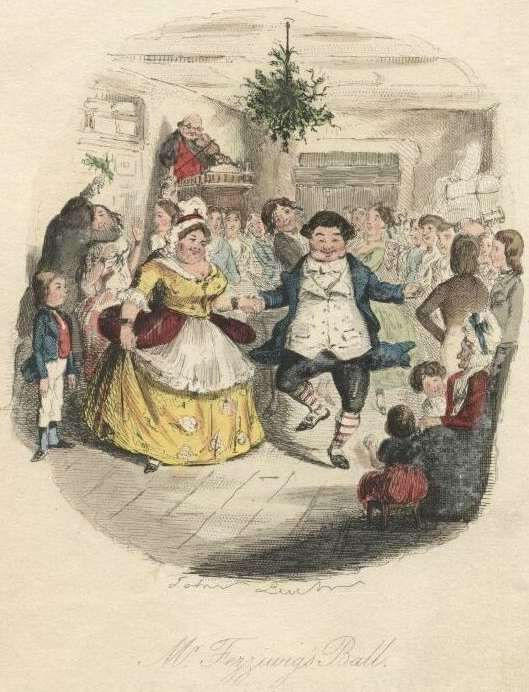
某版《小氣財神》的插圖

查尔斯·狄更斯的《小氣財神》（1843年）很早就描繪了雙向的時間旅行：主角史古基被送到過去和未來的聖誕節。其他故事使用相同的模板，也就是讓角色自然睡著，並於醒來時發現自己處於不同的時間。法國植物學家兼地質學家皮埃爾·博伊德於1861年出版的著名書籍《人類出現前的巴黎》（Paris avant les hommes，Paris before Men）中，有一個更為清晰的回溯時間旅行例子。在這個故事中，主角被送回史前時代，並在那裡與古生物有所互動。艾德華·艾弗雷特·海爾的《別干涉》（Hands Off，1881）講述一個不知名存在的故事，可能是最近死去的人的靈魂，他藉由阻止約瑟的奴役而干涉了古埃及的歷史。這可能是第一個以時間旅行為基礎創建架空歷史的故事。:54

#### 早期時間機器
〈倒轉的時鐘〉是首批藉著時間機器進行時間旅行的故事之一，由艾華·佩奇·米謝爾所著，並於1881年刊登在《紐約太陽報》上。然而該時間機器的運作機制屬於幻想的範疇，此機器是一個不尋常的時鐘，它的時間會往回跑並將周圍的人送回過去。作者沒有對時鐘的來源或性質多作解釋。:55恩里克·加斯帕爾-林包的《逆時間而行者》（1887）可能是第一個使用設計過的交通工具進行時間旅行的故事。安德魯·索耶評論該故事「似乎確實是迄今為止的記錄上第一個對時間機器進行文學描述的作品」，並補充：「〈倒轉的時鐘〉常被稱為第一個時間機器的故事，但我不確定那個時鐘是否算得上時間機器。」H·G·威尔斯的《時間機器》（1895）讓藉著機械進行時間旅行的概念普及了起來。

## 哲學
古希臘時代的哲學家已經開始討論時間的本質，如巴门尼德提出「時間是幻覺」的觀點。幾個世紀後，牛頓支持絕對時間的概念，而同時代的萊布尼茲認為時間只是事件之間的關係，不能獨立表達。其中後者最終產生了相對論的時空觀。

### 當下主義與永恆主義
許多哲學家認為，相對論意味著永恆主義，即過去和未來在真正意義上存在，而不僅僅是曾經發生或將要發生的變化。科學哲學家迪恩·瑞克爾斯（Dean Rickles）不同意其中一些描述，但指出「哲學家之間的共識似乎是，狹義和廣義相對論與當下主義不相容。」一些哲學家認為時間的維度和空間的維度相等，未來的事件就像空間中不同地點一樣「已經存在」了，客觀的時間流並不存在；不過這種觀點有爭議。
當下主義是一個哲學學派，認為未來和過去對於現在只是已經發生或將要發生的變化，沒有真正的存在。這種觀點認為不存在可以前往的未來和過去，因此不可能進行時間旅行。西門·凱勒（Simon Keller）和尼爾森（Nelson）認為，即使過去和未來的對像都不存在，關於過去和未來的事件仍有可以確定的事實，因此未來的時間旅人決定回到現在的事實可能可以解釋時間旅人出現於現在的原因；這些觀點受到一些人質疑。

棒形和環形悖論是相對同時的一個例子。棒的兩端在左側靜止參考系同時穿過了環，但棒的兩端在右側的靜止參考系分別位於環的兩邊。

古典時空的當下主義認為只有現在存在；這與狹義相對論有所衝突，如下例所示：甲和乙是事件 {\displaystyle O} 的同時觀察者。對甲而言，事件 {\displaystyle E} 與 {\displaystyle O} 同時發生，但對於乙，事件 {\displaystyle E} 已經發生或尚未發生。因此，甲和乙認為的「現在存在的東西」並不相同，這與古典的當下主義相矛盾。「此時此地當下主義」（Here-now presentism）試圖通過承認單一點的時間和空間來調和這一點。結果差強人意：除非並不存在一個具有特權的「此時此地」，也就是不存在「真正的」存在，否則成為和離開「此時此地」的物體將在真實和不真實之間交替。「相對論的當下主義」承認無限多參考系的存在，每個參考系同時發生的事件可能不同，因此無法區分單個「真實」存在，也就是所有事件都是真實的——處於當下主義和永恆主義之間的模糊地帶——或者每個參考系都存在於它自己的現實中。狹義相對論中當下主義的選擇似乎已經用盡，但是哥德爾和其他人認為當下主義可能對某些形式的廣義相對論有效。一般而言，絕對時間和空間的概念被認為與廣義相對論不相容：對於在不同時間發生的事件的絕對位置沒有普遍的真理，因此沒有辦法確定某一時間、空間中的某個點，在另一個時間是否處於所謂「相同的位置」，而且根據微分同胚不變原理，所有座標系統都處於平等地位。

### 祖父悖論
祖父悖論為反對時間旅行的常見論點之一。如果能夠回到過去，時間旅人改變的任何事情都會和他出發時空的事實產生矛盾。祖父悖論通常描述了一個人回到過去並殺死自己的祖父，從而抹殺自己父親或母親的存在，間接也抹殺了自己存在的可能。哲學家因這些悖論而質疑應該不可能進行時間旅行。一些哲學家則認為可能可以回到過去，但不可能對過去做出任何實質改變，這個概念類似於物理學上的诺维科夫自洽性原则。

### 本體論悖論

#### 可共存性
根據可共存性的哲學理論，若要考慮時間旅行的背景下可能發生的事，則必須考慮到所有與該情況相關的事情脈絡。如果過去以某種方式發生了某件事，那件事在過去便不可能再以其他方式呈現。為了防止邏輯上的矛盾，時間旅人造訪過去所能發生的事限定為已經發生過的事。

#### 自洽性原則
以伊戈尔·德米特里耶维奇·诺维科夫命名的诺维科夫自洽性原则指出，時間旅人或其所採取的任何行動都是歷史的一部分，因此時間旅人絕不可能「改變 」歷史。時間旅行的行為可能是他們自己過去事件的原因，這可能會導致因果循环，有時稱為命定悖論、本體論悖論或鞋帶悖論。羅伯特·海萊因的故事《By His Bootstraps》普及了鞋帶悖論一詞。諾維科夫的自洽性原則提出，時間旅人所在的時空區域和任何其他時空區域的本地（local）物理定律不可能有任何不同。
哲學家凱利·羅斯（Kelley L. Ross）在《時間旅行悖論》（Time Travel Paradoxes）中指出，涉及世界線或歷史在時間上形成閉環的物理對象的情況，可能違反了熱力學第二定律。羅斯用《时光倒流七十年》作為這種本體論悖論的一個例子，在這種悖論中，手錶被賦予一個人，60年後，同一隻手錶因回溯時間而被帶回來並被賦予同一人。羅斯表示手錶的熵會增加，且每次回溯並重複那段歷史時都會變得更舊。現代物理學家將熱力學第二定律理解為統計定律，因此減少熵或不增加熵並非完全不可能，只是不太可能。此外，孤立系統的熵在統計上增加，而與外部世界相互作用的非隔離系統（例如一物體）可以變新並減少熵。因此，世界線形成環的物體可以在其歷史上的同一點始終處於相同的狀態。:23

## 物理學中的時間旅行
根據狭义相对论和廣義相對論等，恰當的時空幾何或空間中特定的移動方式可能可以容許進行朝向過去或未來的時間旅行（如果能實現那樣的幾何和移動）:499。物理學家在技術論文中探討了封閉類時曲線（閉時曲線）的可能性。閉時曲線是世界線在時空中形成的閉環，容許物體回到自身的過去。廣相中有描述時空的方程，已知有些方程的解包含閉時曲線，如哥德爾時空。不過那些解物理上的可信性仍不確定。
許多科學社群認為不太可能實現回溯的時間旅行。所有容許時間旅行的理論均會產生因果關係上的問題，祖父悖論就是經典的例子：「若有人回到父親出生前的過去，並殺了自己的祖父，會發生什麼事？」諾維科夫和多伊奇等物理學家表示，藉由諾維科夫自洽性原則或多世界詮釋的變體可避免此類時間悖論。命定悖论是时间旅行的另一个悖论。

### 廣義相對論
某些廣相時空幾何容許超光速旅行，而那樣的時空幾何理論上容許進行回溯的時間旅行，如宇宙弦、允許雙向通行的蟲洞、阿庫別瑞引擎。:33–130根據半古典重力理論，考慮量子效應的情況下，廣義相對論在科學基礎上容許回溯的時間旅行；反之若不考慮量子效應，這些可能性便不存在。這些半古典論證使霍金架構出時序保護假說，暗示自然基礎法則會阻止時間旅行。然而，缺乏完全統一了量子力學和廣相的量子重力理論的情況下，物理學家對此事無法給出明確的判斷。:150

#### 時空幾何
廣義相對論以決定時空度規（距離函數）的場方程組描述宇宙。這些方程有精確解，解裡包含了封閉類時曲線。閉時曲線是和自身相交的世界線，造成那個交點的因是過去的那個點，這個點未來的果也是該點，這情況和時間旅行類似。這種解首次被库尔特·哥德尔提出，被稱為哥德爾度規。但這種解要求宇宙必須有某些物理特性，而有些特性是以前並沒顯示擁有的:499，如旋轉和缺乏哈伯膨脹。廣相是否對所有實際條件禁止閉時曲線這點仍在研究。

#### 蟲洞
蟲洞是一種假想中扭曲的時空，是廣相中愛因斯坦場方程的一個解。:100假想中，藉由可穿越蟲洞進行時間旅行的時間機器以下列方式運作：將蟲洞的一端用某種先進的推進系統加速到接近光速，再拉回原本所在的位置。另一種方法是將蟲洞的一個入口移到比另一個入口更大的重力場之中，再將它拉到另一入口附近的位置。因爲時間膨脹的關係，這兩種方法會讓蟲洞外部的觀察者覺得兩端的時間過得不一樣：被移動那端經過的時間比靜止那端來的少。然而，蟲洞中時間流逝的方式和外部不同，無論兩端如何移動，蟲洞兩端的同步時鐘始終維持同步，穿越蟲洞的觀察者觀察到的也是如此。:502這代表進入被移動端的觀察者會在同一時間從靜止端出來，在外部觀察者看來即是回到了過去。這種時間機器有個重大限制，就是它最早只能回到最初創造機器的時候:503。本質上來講，它更像一條時間通道，而非能穿越時間的設備。而且，它不會允許時間機器的技術本身回到過去。
根據目前的理論，蟲洞若要讓物體穿越，必須存在具有負能量的物質，該種物質通常稱為異物質。技術上而言，蟲洞時空要求的能量分佈違反了各種能量條件，如零能量條件、弱能量條件、強能量條件、主能量條件。然而，已知量子效應允許在可測量範圍內稍微違反零能量條件:101，而且由於量子物理學中的卡西米爾效應，許多物理學家認為負能量確實可能存在。早期的計算表明需要的負能量非常大量，不過後來的計算顯示負能量的量可以任意小。
麥特·維瑟於1993年認為，如果沒有誘導量子場（inducing quantum field）和重力效應，蟲洞不是坍塌就是兩個入口互相排斥，使兩個口無法接近至足以引起違背因果關係的可能的距離。然而，維瑟在1997年一篇論文中假設，在以對稱多邊形排列的N個蟲洞配置一個複雜的羅馬環，仍可使蟲洞作為時間機器。雖然他認為這個結論更有可能是古典量子重力的缺陷所導致，而不是因果關係能夠違反的證明。

#### 基於廣義相對論的理論
另一種方法涉及一個密度很高並且在旋轉的圓柱體，通常稱為提普勒柱體。這是廣義相對論的一個解，由威廉·范·斯托克姆於1936年、柯涅流斯·藍佐斯於1924年發現。直到法蘭克·迪普勒於1974年的分析出來之前，人們不認為這個解代表閉時曲線是可能的:21。如果一個無限長的圓柱體圍繞其長軸旋轉得足夠快，則以螺旋形路徑圍繞圓柱體飛行的太空船將可以進行回溯或朝向未來的時間旅行（取決於其螺旋方向）。然而，圓柱體所需的密度和旋轉速度非常大，普通物質的強度不足以承受，無法用以構建該圓柱體。宇宙弦可以用以構建類似的設備，但目前仍尚未確認宇宙弦是否存在，並且似乎不可能創造新的宇宙弦。物理學家罗恩·梅里特正在嘗試用環形雷射重建旋轉黑洞的條件，以便彎曲時空、創造能夠進行時間旅行的條件。
史蒂芬·霍金對基於旋轉圓柱或宇宙弦的時間旅行方案提出更基本的反對意見，他證明了一個定理：根據廣義相對論，不可能在一個滿足弱能量條件的區域中建造特殊類型的時間機器（利用緊湊產生的柯西視界進行時間旅行的機器），因為滿足弱能量條件意味著該區域不含具有負能量密度的物質（奇異物質）。使用數學方法會更容易分析提普勒這類假設無限長圓柱體的解，雖然提普勒認為如果旋轉速度足夠快，有限圓柱體也可能會產生閉時曲線:169，但他沒有證明這一點。但是霍金指出由於他的定理，「這不是在到處都是正能量密度的地方能達成的事！我可以證明，建立有限的時間機器需要負能量。」:96這個結果源自霍金1992年關於時序保護猜想的論文，他在那篇文章中探討了「在有限時空區域違背因果關係而沒有曲率奇點的情況」，並證明「那裡將存在緊湊生成的柯西視界，並且通常包含一或多個不完整的閉合零測地線。人們可以定義幾何量以衡量洛倫茲變換和圍繞這些閉合零測地線增加的面積。如果因果關係的違背是從非緊湊的初始表面發展而來，則柯西視界上必違反平均弱能量條件。」該定理不排除以下可能性：藉由非緊湊生成的柯西視界（例如多伊奇-波利策時間機器，Deutsch-Politzer time machine）進行時間旅行，或者在包含奇異物質的區域中進行時間旅行。這將用於可穿越的蟲洞或阿庫別瑞引擎。

### 量子物理

#### 無通訊定理
從一個位置發送訊號並於另一位置接收時，只要訊號以光速或小於光速的速度行進，根據相對論中同時性的數學表達，所有參考系都會認為訊號在接收之前發出。而當訊號傳播速度比光快時，所有的參考系都會認為接收先於發送。因此後者的訊號可說是回溯了時間。這個假設情況有時被稱作快子電話。
一些如量子隱形傳態、爱因斯坦-波多尔斯基-罗森佯谬、量子纏結等量子力學現象可能創造了一種允許超光速通訊或時間旅行的機制，而且事實上德布罗意-玻姆理论等量子力學詮釋推測粒子間會瞬間交換一些訊息以維持粒子間的相關性。愛因斯坦稱這種現象為「鬼魅似的超距作用」。
然而，由於現代量子場論嚴格確認了因果關係在量子力學中依然成立，現代的理論並不允許時間旅行或超光速通訊。詳細的分析已證明，所有宣稱實現超光速通訊的特定情況下，為了獲得訊號，仍必須使用某種形式的古典通訊。無通訊定理也證明量子纏結無法用於更快傳送古典的訊息。

#### 互動的多世界詮釋
艾弗雷特的量子力學多世界詮釋的變體為祖父悖論提供了解決方案，根據該詮釋，時間旅人抵達的宇宙不同於他們出發的宇宙：有人認為，由於旅人抵達的宇宙歷史不是他們自己的歷史，因此不是「真正的」時間旅行。較廣為接受的多世界詮釋表明，所有可能發生的量子事件都能在互不干涉的宇宙中發生。但是，某些變體允許不同的宇宙有所互動。這個概念最常用於科幻作品，但是一些物理學家如大衛·多伊奇認為，時間旅人抵達宇宙的歷史應該不同於他來自的宇宙。另一方面，史蒂芬霍金認為，即使多世界詮釋是正確的，人們也應該期望每個時間旅人都會體驗到一個自洽的歷史，這樣旅人就可以留在自己的世界裡，而不是去了另一個世界。物理學家艾倫·埃弗雷特認為，多伊奇的方法「涉及修改量子力學的基本原理，而不僅僅是採用多世界詮釋」。艾弗雷特還認為，即使多伊奇的方法正確，也意味著任何由多個粒子組成的宏觀物體在通過蟲洞回溯時間旅行時會分裂，不同的粒子出現在不同的世界中。
丹尼爾·格伯格爾和卡爾·斯法羅提出一個量子理論，為時間旅行提供一個沒有悖論的模型。根據量子論，觀察這個行為將導致本來有多種可能的態「塌陷」成一個測量狀態；因此，從現在觀察到的過去是確定的（只可能有一種狀態），但從過去觀察到的現在有許多可能的狀態，直到觀測的行為導致它塌陷成一個狀態。那個觀測行為將視為必然會發生。

### 實驗結果
某些實驗結果乍看違背了因果關係，但詳細檢驗後發現並非如此。
馬蘭·斯考立在延遲選擇量子擦除實驗中將數對互相纏結的光子分成訊號光子（signal photons）和閒置光子（idler photons），兩個地點的其中之一會出現訊號光子，它們的位置隨後以和雙狹縫實驗一樣的方式測量。根據測量閒置光子的方式，實驗者可以得知訊號光子從兩個位置中的何者出現或「擦除」該資訊。雖然可以先測量訊號光子再決定怎麼測量閒置光子，當閒置光子的測量與對應訊號光子有關係時，做出的選擇似乎會追溯性的確認是否會觀察到干涉圖案。然而，由於只能在測量閒置光子且它們與訊號光子相關之後才能觀察到干擾，實驗者無法藉由觀察訊號光子來預知將會做出什麼選擇，只能藉由收集整個系統的古典資訊來得知。因此，因果關係仍維持了下來。
王立军的實驗看似也違反了因果關係，實驗內容是向銫原子氣體池發送光脈衝，發送的方式讓波包看起來在進入氣體池的前62奈秒離開了池子。但波包是不同頻率的波的總和（參見傅立葉分析），不是單一明確定義的對象。即使純波並沒有超光速而波包看起來超光速甚至回溯了時間，這種效應無法應用來讓物質或能量、訊息超光速，因此這個實驗也沒有違反因果律。1914年索末菲和布里渊发表在物理学年鉴上的文章从理论上研究了电磁波包在色散介质中传播的问题。该研究指出，无论波包的相速度或群速度是否超光速，波包都不可能以破坏因果律的方式传递信息。
科布倫茨大學的物理學家金特·尼姆茨和阿馮斯·施塔爾霍芬（Alfons Stahlhofen）聲稱已在實驗中以超光速的速度傳輸光子，違反了愛因斯坦的相對論。他們讓微波的光子因量子穿隧效應的現象「瞬間」在一對相距3英尺（0.91米）的棱鏡間移動。尼姆茨告訴《新科學人》：「就目前而言，這是我所知道唯一違反狹義相對論的例子。」然而，其他物理學家說，這種現像無法讓訊息傳播得比光更快。多倫多大學的量子光學專家阿弗雷‧斯坦伯格（Aephraim Steinberg）用火車類比，火車每移動一站就拋棄一個車廂，火車的中心會逐漸往前移，但火車本身速度不變。
杜勝望在同行評審期刊中聲稱觀察過單一光子的先驅，認為它們的傳播速度不會快於真空中的光速（c）。他的實驗涉及慢光以及在真空中行徑的光。他製造了兩個單光子，一個通過銣原子，這個原子已經用雷射冷卻（從而使光慢下來），並使另一個通過真空。顯然，這兩種光子的先驅都超前於光子主體，而先驅在真空中以光速前進。杜勝望表示這意味光的傳播速度不可能快於光速，因此不可能違反因果定律。

### 沒有來自未來的時間旅人
「沒有來自未來的時間旅人」是費米悖論的一種變體。就如沒有來自外星的訪客此事無法證明他們不存在，沒有時間旅人也不能證明物理上不可能進行時間旅行。情況可能是這樣：物理上可能可以進行時間旅行，但從未發展出這樣的技術，或者使用該技術的人很小心不讓人們發現。卡尔·萨根曾說，時間旅人可能存在，但他們偽裝成不在一樣，或不被認為是時間旅人。某些版本的廣義相對論表明，時間旅行或許只能在某個以某種方式扭曲的時空區域中進行，因此時間旅人不能回到該區域存在之前的時間。史蒂芬·霍金表示，這可以解釋為何世界尚未出現大批「來自未來的遊客」。

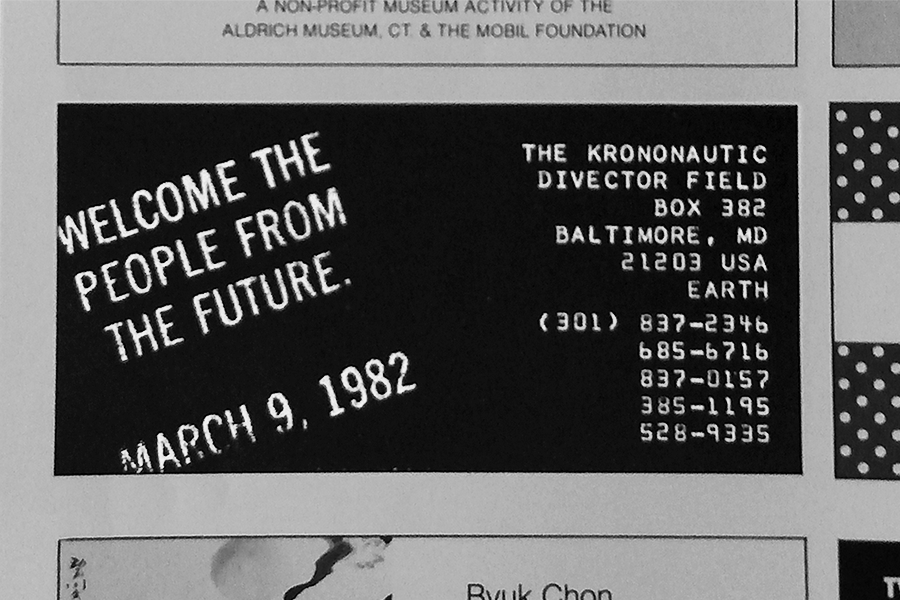
Krononauts

曾有多項實驗嘗試吸引未來的人藉由時間機器（如果發明了的話）回到現在，並向現時的人們展示該技術，如珀斯的目的地日、麻省理工學院的時間旅人大會等活動。他們大力宣傳時間旅人見面活動的時間地點，並設置永久性的廣告。1982年，位於馬里蘭州巴爾的摩一個自稱Krononauts的團體，舉辦了未來訪客的歡迎會。這些實驗只可能證明時間旅行存在（無法證明時間旅行不存在），但目前為止沒有成功過：已知沒有時間旅人參加任何一次活動。從某些版本的多世界詮釋看來，也可能是未來人確實有回到現在，但那是不同於這個世界的平行宇宙。

## 物理學中朝向未來的時間旅行

### 時間膨脹

橫向時間膨脹。藍點代表光脈衝。一對點加上點之間來回移動的脈衝代表一個時鐘。對於每組時鐘，另一組看起來都更慢，因為在移動的時鐘的光脈衝行進的距離比固定時鐘的光脈衝更多，即使每個時鐘都是一樣的時鐘且它們的相對運動完全對稱。

大量可觀察的證據支持狹義相對論的時間膨脹和廣義相對論的重力時間膨脹，如著名且易於重現的大氣緲子衰變觀測。相對論表明，光速對於所有參考系的觀察者都是不變的，永遠都一樣。時間膨脹則是光速不變的直接結果。時間膨脹在某種意義上可視為「進入未來的時間旅行」：一個人可利用時間膨脹使自己的時間流逝得比其他地方慢；也就是自己經過較少時間，而其他地方流逝的時間較多。這可以藉由以相對論性速度行進或藉重力的效應實現。
由於相對同時，對於兩個相同且相對於彼此移動而不加速的時鐘，兩個時鐘都會覺得另一個時鐘更慢。但是，如果一個時鐘加速，則對稱性會被破壞，從而導致一個時鐘經過的時間少於另一個時鐘。雙胞胎悖論描述了這一點：一個雙胞胎留在地球上，而另一個雙胞胎在太空加速到相對論速度，最後折返回地球；由於加速期間經歷的時間膨脹，旅行雙胞胎的年齡小於留在地球上的雙胞胎。廣義相對論將加速度的影響和重力的影響視為等效，並表明時間膨脹也發生在重力井（gravity well）中：時鐘在井中處的位置越深，時間過得越慢；校準全球定位系統衛星上的時鐘時必須考慮到這個效應，而且該效應會使處在黑洞等大重力井不同距離處的觀察者老化速率有著顯著的差異。:33–130
根據這個原理，時間機器可以是直徑5公尺但有木星質量的球殼。位於其中心的人的時間會比遠處的人慢四倍，也就是以四倍的速度向未來前進。不過短時間內，人類還無法發展出將大型行星的質量擠進如此小的結構的技術。:76–140現有的技術只能將人類旅人的年齡減緩極小的時間（比起地球上的同伴），目前的紀錄為宇航員謝爾蓋·阿夫傑耶夫，比地球上的人少了20毫秒。

## 虛構作品中的時間旅行
科幻作品和媒體中的時間旅行主題通常可分為三類：不可變時間軸、可變時間軸、互動多世界詮釋中的架空歷史。虛構作品中的時間軸通常是指歷史中所有物理事件，因此在可以改變事件的時間旅行中，時間旅人的行為會改變或創造新的時間軸。時間軸在這裡的意思與平常不同，不是說明特定事件系列的圖表。這個概念和相對論所說的世界線不同。世界線指的是整個歷史，將其視為單一物件。

## 外部連結
- 黑洞，虫洞和时间旅行 （页面存档备份，存于），皇家学会的演讲（英文）
- 时间旅行将如何工作 at HowStuffWorks（英文）
- 斯坦福哲学百科全书中的时间旅行与现代物理学 （页面存档备份，存于）（英文）
- 互联网哲学百科全书中的时间旅行 （页面存档备份，存于）（英文）